# Sumpigaster subcompressa
Sumpigaster subcompressa là một loài ruồi trong họ Tachinidae.